# Pizzo di Claro
Pizzo di Claro lub Visagno – szczyt w Alpach Lepontyńskich, części Alp Zachodnich. Leży w Szwajcarii w kantonie Ticino, blisko granicy z Włochami. Należy do podgrupy Alpy Adula. Można go zdobyć ze schroniska Capanna Brogoldone (1900m) lub Alpe Peurett (1740 m).